# Konstanty Benedykt Brzostowski
Konstanty Benedykt Brzostowski herbu Strzemię (zm. przed 12 listopada 1722 roku) – pisarz wielki litewski w latach 1705–1707 i w 1711 roku, kasztelan mścisławski w 1715 roku, starosta miadziolski.